# Priscilla López
Priscilla López (Bronx, 26 de febrero de 1948) es una actriz y cantante estadounidense de origen puertorriqueño, reconocida por su papel como Diana Morales en la obra musical A Chorus Line, con el que participó en el teatro de Broadway. También ha realizado numerosas apariciones en series de televisión, entre las que destacan La ley y el orden, Cosby, Blue Bloods y Blindspot.

## Filmografía

### Cine y televisión
- 2019 Blindspot
- 2018 Madam Secretary
- 2018 Whiskey Ginger
- 2017 Humor Me
- 2015 #Lucky Number
- 2014 The Inquisition of Camilo Sanz
- 2014 Marcel Dassault, l'homme au pardessus
- 2013 A Miracle in Spanish Harlem
- 2013 Do No Harm
- 2013 Sleeping with the Fishes
- 2013 Una historia de amor
- 2013 Tio Papi
- 2008 La ley y el orden: Unidad de víctimas especiales
- 2012 Blue Bloods
- 2011 Musical Chairs
- 2010 The Good Wife
- 2006 NY: Distrito judicial
- 2004 Tony 'n' Tina's Wedding
- 2003 As the World Turns
- 2002 Sucedió en Manhattan
- 2002 Penny Ante
- 2000 El ritmo del éxito
- 1999 Just One Time
- 1999 Chutney Popcorn
- 1998 Cosby
- 1993 La ley de Los Ángeles
- 1993 Acecho en la noche
- 1993 For the Love of My Child: The Anissa Ayala Story
- 1993 Dudas razonables
- 1992 Square One TV
- 1990 La ley y el orden
- 1989 Justicia de hombre
- 1988 Jesse
- 1988 Distrito infierno
- 1987 La revolución de los novatos
- 1986 Kay O'Brien
- 1986 Intimate Strangers
- 1985 Doble asesinato
- 1985 The Recovery Room
- 1984 Love Cycle: A Soap Operetta
- 1984 Trapper John, M.D.
- 1983 The Special Magic of Herself the Elf
- 1980 Captain Kangaroo
- 1980 Cheaper to Keep Her
- 1979 La familia
- 1978 En el principio
- 1978 Having Babies
- 1977 A Year at the Top
- 1977 The Doctors
- 1977 Todo en familia
- 1974 Feeling Good
- 1961 West Side Story